# Jakub Hayashida
Jakub Hayashida (zm. 10 września 1628 w Nagasaki w Japonii) – błogosławiony Kościoła katolickiego, japoński tercjarz dominikański, męczennik, ofiara prześladowań antykatolickich w Japonii.
Jakub Hayashida był tercjarzem dominikańskim, działał również jako katechista. Został aresztowany za pomaganie misjonarzom katolickim w ich pracy ewangelizacyjnej. Z powodu wiary został ścięty 10 września 1628.
Został beatyfikowany w grupie 205 męczenników japońskich przez Piusa IX w dniu 7 lipca 1867 (dokument datowany jest 7 maja 1867).
Dniem jego wspomnienia jest 10 września (w grupie 205 męczenników japońskich).